# Marquinho (ur. 1986)
Marco Antônio de Mattos Filho (ur. 3 lipca 1986 w Passo Fundo) – brazylijski piłkarz występujący na pozycji pomocnika w klubie Athletico Paranaense.

## Kariera klubowa
Marquinho rozpoczął piłkarską karierę w klubie Gaúcho-RS w 1998. W kolejnych latach grał w juniorskich zespołach EC Juventude, SC Internacional, Grêmio Porto Alegre i CR Vasco da Gama. W 2001 przeszedł do juniorskiego zespołu SE Palmeiras.
W Palmeiras grał przez 6 lat do 2007, kiedy to odszedł do Botafogo FR. W 2008 przeszedł do pierwszoligowego Figueirense FC. Figueirense zajął w lidze 17. miejsce i spadł do drugiej ligi, z powodu gorszego bilansu brakowego od Náutico. Marquinho rozegrał we Figueirense 27 spotkań ligowych w których strzelił 5 bramek. Z Figueirense Marquinho zdobył mistrzostwo stanu Santa Catarina – Campeonato Catarinense 2008.
Dobra gra w Figueirense zaowocowała na początku 2009 transferem Marquinho do pierwszoligowego Fluminense FC. We Fluminense Marquinho zadebiutował 25 stycznia 2009 w przegranym meczu ligi stanowej z Cabofriense 1-3. W lidze brazylijskiej Marquinho zadebiutował we Fluminense 10 maja 2009 w wygranym 1-0 meczu z São Paulo FC. Z klubem z Rio de Janeiro dotarł do finału Copa Sudamericana 2009, w którym Fluminense uległo ekwadorskiemu LDU Quito. W 2010 roku zdobył z Fluminense mistrzostwo Brazylii. W tym sezonie Marquinho wystąpił w 30 spotkaniach, w których strzelił 4 bramki. Dotychczas rozegrał w lidze brazylijskiej 122 mecze, w których strzelił 14 bramek.